# Dinotrema rufitinctum
Dinotrema rufitinctum är en stekelart som beskrevs av Fischer och Samiuddin 2008. Dinotrema rufitinctum ingår i släktet Dinotrema och familjen bracksteklar. Inga underarter finns listade i Catalogue of Life.